# Renato Abreu
Pour les articles homonymes, voir Renato et Abreu.
Carlos Renato de Abreu, dit Renato Abreu, ou tout simplement Renato, né le 9 juin 1978 à São Paulo, est un footballeur international brésilien. Il joue au poste de milieu offensif au Santos FC, club de première division brésilienne, et pour l'équipe nationale du Brésil.

## Biographie
Renato Abreu dispute près de 300 matchs en première division brésilienne. Il inscrit 12 buts dans ce championnat lors de la saison 2005, ce qui constitue sa meilleure performance.
Il joue également 17 matchs au sein de la prestigieuse Copa Libertadores. Il se met en évidence lors de l'année 2007, en inscrivant cinq buts dans cette compétition avec le club de Flamengo.
Le 14 septembre 2011, il honore sa seule et unique sélection avec l'équipe du Brésil, en affrontant l'Argentine à l'Estadio Mario Alberto Kempes de Córdoba (0-0).

## Statistiques détaillées

### En club
| Saison      | Club             | Championnat | Championnat | Championnat | Coupe(s) nationale(s) | Coupe(s) nationale(s) | Compétition(s) continentale(s) | Compétition(s) continentale(s) | Compétition(s) continentale(s) | Sélection | Sélection | Sélection | Total | Total |
| Saison      | Club             | Division    | M.          | B.          | M.                    | B.                    | Comp.                          | M.                             | B.                             | Équipe    | M.        | B.        | M.    | B.    |
| 1998        | Marcílio Dias    | 3           | -           | -           | -                     | -                     | -                              | -                              | -                              | -         | -         | -         | 0     | 0     |
| 1999        | Joinville        | 2           | -           | -           | -                     | -                     | -                              | -                              | -                              | -         | -         | -         | 0     | 0     |
| 2000        | União Barbarense | 3           | -           | -           | -                     | -                     | -                              | -                              | -                              | -         | -         | -         | 0     | 0     |
| 2000        | Guarani          | 3           | 12          | 1           | -                     | -                     | -                              | -                              | -                              | -         | -         | -         | 12    | 1     |
| 2001        | Guarani          | 3           | 10          | 1           | -                     | -                     | -                              | -                              | -                              | -         | -         | -         | 10    | 1     |
| 2001        | Corinthians      | 1           | 17          | 4           | -                     | -                     | -                              | -                              | -                              | -         | -         | -         | 17    | 4     |
| 2002        | Corinthians      | 1           | 23          | 2           | -                     | -                     | -                              | -                              | -                              | -         | -         | -         | 23    | 2     |
| 2003        | Corinthians      | 1           | 31          | 3           | -                     | -                     | CL                             | 1                              | 0                              | -         | -         | -         | 32    | 3     |
| 2004        | Corinthians      | 1           | 35          | 4           | -                     | -                     | -                              | -                              | -                              | -         | -         | -         | 35    | 4     |
| 2005        | Flamengo         | 1           | 38          | 12          | -                     | -                     | -                              | -                              | -                              | -         | -         | -         | 38    | 12    |
| 2006        | Flamengo         | 1           | 33          | 9           | -                     | -                     | -                              | -                              | -                              | -         | -         | -         | 33    | 9     |
| 2007        | Flamengo         | 1           | 6           | 2           | -                     | -                     | CL                             | 8                              | 5                              | -         | -         | -         | 14    | 7     |
| 2007 - 2008 | Al-Nasr          | 1           | 23          | 12          | -                     | -                     | -                              | -                              | -                              | -         | -         | -         | 23    | 12    |
| 2008 - 2009 | Al-Shabab        | 1           | -           | -           | -                     | -                     | CL                             | 6                              | 0                              | -         | -         | -         | 6     | 0     |
| 2009 - 2010 | Al-Shabab        | 1           | -           | -           | -                     | -                     | -                              | -                              | -                              | -         | -         | -         | 0     | 0     |
| 2010        | Flamengo         | 1           | 22          | 4           | -                     | -                     | -                              | -                              | -                              | -         | -         | -         | 22    | 4     |
| 2011        | Flamengo         | 1           | 36          | 5           | 5                     | 1                     | CS                             | 3                              | 0                              | Brésil    | 1         | 0         | 45    | 6     |
| 2012        | Flamengo         | 1           | 11          | 4           | -                     | -                     | CL                             | 3                              | 0                              | -         | -         | -         | 14    | 4     |

## Palmarès

### En club
- Vainqueur de la Coupe du Brésil en 2002 avec les Corinthians et en 2006 avec Flamengo
- Vainqueur du Campeonato Paulista en 2001 et 2003 avec les Corinthians
- Vainqueur du Campeonato Carioca en 2007 et 2011 avec Flamengo
- Vainqueur de la Taça Guanabara en 2007 et 2011 avec Flamengo
- Vainqueur de la Coupe Rio en 2011 avec Flamengo
- Vainqueur du Tournoi Rio-São Paulo en 2002 avec les Corinthians

### Distinctions personnelles
- Figure dans l'équipe type du championnat du Brésil en 2006
- Élu meilleur milieu de terrain du Campeonato Carioca en 2011